# Міа Васіковська
Міа Васіковська (англ. Mia Wasikowska; нар. 14 жовтня 1989, Канберра, Австралія) — австралійська акторка польського походження. Здобула популярність у всьому світі після виходу фільму «Аліса в Країні Чудес», у якому Міа зіграла головну роль. Лауреатка Кінопремії Голлівуду (актриса 2010 року) та Teen Choice (найкращий кінобій 2010 року), премії Альянсу жінок-кіножурналістів (2012), Австралійського інституту кіно (2010), Gold Derby (2011), призу журі фестивалю South by Southwest (2009).

## Біографія
Народилася 14 жовтня 1989 року в Канберрі, там же і виросла зі старшою сестрою і молодшим братом. Її мати — Мажена Васіковська, польська фотографка, батько — Джон Рід, австралійський фотограф і колажист. У 1998 році, коли Мії було 8 років, її сім'я переїхала до Щецина (Польща) і жила там майже рік.
З восьми років займалася в балетній студії і мріяла виступати на великій сцені. У п'ятнадцять років отримала перше запрошення на участь у зйомках. Тоді вона зіграла роль в австралійській кримінальній драмі «Вбивство в передмісті». У 2007-му їй запропонували роль в австралійських драмах «Козет» і «Шкіра».
Через деякий час з'явилася на широкому екрані в трилері «Крокодил» (2007), драмі «Вересень» (2007), військовому трилері «Виклик», у серіалі «Лікування» (2008—2009) і в короткометражному фільмі «Я люблю Сару Джейн» (2008). Пізніше вона зіграла дівчину Елінор Сміт в американській драмі «Амелія» (2009).
У 2010 році вийшла казка «Аліса в Країні Чудес» режисера Тіма Бертона, у якій роль Аліси дісталася Мії і принесла їй велику популярність. 1 вересня 2011 року в Україні відбулася прем'єра екранізації класичного роману Шарлотти Бронте «Джейн Ейр», у якій Міа зіграла головну роль.

## Фільмографія
| Рік  |   | Українська назва           | Оригінальна назва                     | Роль             |
| ---- | - | -------------------------- | ------------------------------------- | ---------------- |
| 2006 | ф | Убивство в передмісті      | англ. Suburban Mayhem                 | Лілія            |
| 2007 | ф | Вересень                   | англ. September                       | Амелія Гамільтон |
| 2007 | ф | Волоцюга                   | англ. Rogue                           | Шері Сміт        |
| 2008 | ф | Виклик                     | англ. Defiance                        | Чая Дзенчельська |
| 2008 | ф | Я люблю Сару Джейн         | англ. I Love Sarah Jane               | Сара Джейн       |
| 2009 | ф | Амелія                     | англ. Amelia                          | Елінор Сміт      |
| 2010 | ф | Дітки в порядку            | англ. The Kids Are All Right          | Джоні            |
| 2010 | ф | Аліса у Дивокраї           | англ. Alice in Wonderland             | Аліса            |
| 2011 | ф | Джейн Ейр                  | англ. Jane Eyre                       | Джейн Ейр        |
| 2011 | ф | Таємничий Альберт Ноббс    | англ. Albert Nobbs                    | Гелен            |
| 2011 | ф | Не здавайся                | англ. Restless                        | Аннабель Коттон  |
| 2012 | ф | Найп'янкіший округ у світі | англ. Lawless                         | Берта Міннікс    |
| 2012 | ф | Стокер                     | англ. Stoker                          | Індія Стокер     |
| 2013 | ф | Виживуть тільки коханці    | англ. Only Lovers Left Alive          | Ава              |
| 2013 | ф | Двійник                    | англ. The Double                      | Ганна            |
| 2013 | ф | Стежки                     | англ. Tracks                          | Робін Девідсон   |
| 2014 | ф | Зоряна карта               | англ. Maps to the Stars               | Агата Вайс       |
| 2014 | ф | Мадам Боварі               | англ. Madame Bovary                   | Емма Боварі      |
| 2015 | ф | Багряний пік               | англ. Crimson Peak                    | Едіт Кашинг      |
| 2016 | ф | Аліса в задзеркаллі        | англ. Alice Through the Looking Glass | Аліса            |
| 2017 | ф | Людина з залізним серцем   | англ. The Man with the Iron Heart     | Анна Новак       |
| 2018 | ф | Дівиця                     | англ. Damsel                          | Пенелопа         |
| 2018 | ф | Пірсинг                    | англ. Piercing                        | Джекі            |
| 2019 | ф | Джуді та Панч              | англ. Judy and Punch                  | Джуді            |
| 2019 | ф | Тихе серце                 | англ. Blackbird                       | Анна             |
| 2020 | ф | Диявол завжди тут          | англ. The Devil All The Time          | Гелен Гаттон     |
| 2021 | ф | Острів Бергмана            | англ. Bergman Island                  | Емі              |
| 2022 | ф | Синя спина                 | англ. Blueback                        | Еббі Джексон     |
| 2023 | ф | Клуб Зеро                  | англ. Club Zero                       | Міс Новак        |